# Landtag de Tyrol
18e législature
Landhaus (de)
Le Landtag de Tyrol (en allemand : Tiroler Landtag) est le parlement régional du Land autrichien de Tyrol. Il siège au Landhaus (de) à Innsbruck.

## Système électoral
Les 36 sièges du Landtag sont élus au scrutin proportionnel plurinominal à liste ouverte dans le cadre d'un processus en deux étapes. Les sièges sont répartis entre neuf circonscriptions plurinominales. Pour que les partis reçoivent une représentation au Landtag, ils doivent soit remporter au moins un siège dans une circonscription, soit franchir un seuil électoral de 5 % à l'échelle du Land. Les sièges des circonscriptions sont répartis selon le quotient de Hare, tous les sièges restants au niveau de Land sont attribués selon la méthode D'Hondt, afin d'assurer la proportionnalité globale entre la part des voix d'un parti et sa part de sièges.